# Alfred Rembold
Alfred Rembold (* 27. September 1844 in Leutkirch; † 12. Dezember 1922 in Ravensburg) war ein deutscher Jurist und Politiker der württembergischen Zentrumspartei.

## Leben und Beruf
Alfred Rembold besuchte die Latein- und Realschule in Leutkirch und danach das Obergymnasium in Ulm. Im Jahre 1863 begann er ein Jura-Studium in München, welches er in  Heidelberg fortsetzte und in Tübingen zum Abschluss brachte. Während des Studiums wurde er 1863 Mitglied des Corps Franconia Tübingen. Nach der 1866 durchgeführten ersten und 1867 bestandenen zweiten höheren Justizdienstprüfung wurde er Gerichtsassessor im württembergischen Justizdienst an den Oberamtsgerichten Ehingen und Saulgau. Ab 1870 war er als Rechtsanwalt in Ravensburg tätig und später Vorstandsmitglied im württembergischen Anwaltsverein. Ab November 1890 beteiligte er sich an der Vorbereitung des ersten württembergischen Katholikentages, welcher am 8. und 9. Dezember 1890 in Ulm stattfand und dessen erster Vizepräsident Rembold war.

## Politische Betätigung
Annähernd 40 Jahre war Rembold Mitglied in der Stadtverordnetenversammlung von Ravensburg.
Rembold bereitete am 11. Juli 1894 zusammen mit Adolf Gröber, Johann Baptist Kiene, Rudolf Probst sowie mit seinem Bruder Viktor Rembold die Statuten vor, die zum Gründungsparteitag des Württembergischen Landesverbands der Deutschen Zentrumspartei am 17. Januar 1895 in Ravensburg führten. Dort wurde er zum Vorsitzenden des neuen Landesverbands gewählt, was er bis Januar 1919 blieb. Rembold legte in seiner Zeit als Landesvorsitzender den Schwerpunkt mehr auf administrative Tätigkeiten. Der politische Kopf des württembergischen Zentrums war Adolf Gröber.
Nach einem Sieg in der Stichwahl gegen den früheren Zentrumsabgeordneten Bruno Klaus war Alfred Rembold von 1900 bis 1918 Abgeordneter des Wahlkreises Gmünd in der Zweiten Kammer des württembergischen Landtags. Von 1893 bis 1903 besaß er zudem ein Mandat im Reichstag. Er vertrat dort den  Wahlkreis Württemberg 17 (Ravensburg, Tettnang, Saulgau, Riedlingen). In einer Ersatzwahl am 21. März 1893 wurde Rembold erstmals in den Reichstag gewählt, bei den Hauptwahlen 1893 und 1898 erhielt er jeweils über 70 % der Stimmen.

## Familiärer Hintergrund
Alfred Rembolds Vater Franz Xaver Rembold  (* 1813; † 1902) war Rechtsanwalt in Leutkirch und mit Maria Victoria Rembold, geborene Bauer (* 1824; † 1883) verheiratet. Aus dieser Ehe stammten fünf Kinder, darunter neben Alfred dessen Brüder Viktor und Sigmund. Viktor Rembold war ebenfalls Rechtsanwalt und Parlamentarier. Sigmund Rembold ist als Gründer und Leiter des Marienhospitals in Stuttgart bekannt geworden.